# AK-47과 M16의 비교

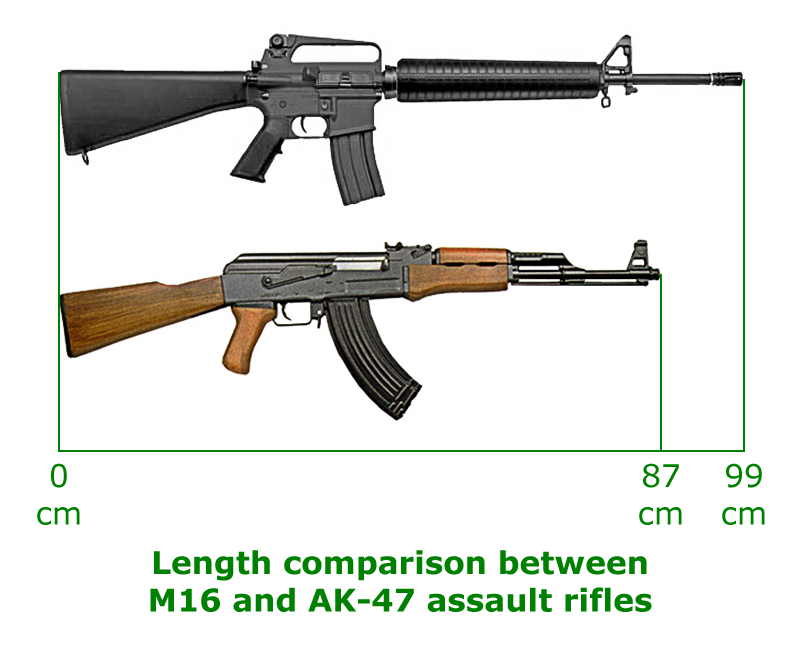
M16 소총과 AK-47 길이 비교

AK-47과 M16은 현재 가장 흔히 볼 수 있는 돌격소총이다. 이 둘은 1960년대 후반부터 비교되었고, 아주 많은 논쟁이 있었다.

## 기원
AK-47은 구소련의 군인, 기술자인 미하일 칼라시니코프에 의해 제작되었다.
제2차 세계 대전에 참전하여 전투중 부상을 당하여 병원에 입원하게 되고, 여기서 새로운 소총 개발에 대한 생각을 하게 된다.
1943년 개발된 M43 7.62mmX39 탄을 기본으로 소총을 대체할 SKS와 함께 기관단총을 대체할 목적으로 AK-47 소총을 개발하였다. 하지만 AK-47은 소총으로서도 성능이 충분하다고 여겨져 제2차 세계 대전이
끝난 후 구소련군의 제식소총으로 선정되어 구소련과 동유럽, 중국, 북한, 쿠바 등 제 2세계국가의 제식 소총이 되어 사용되었다.
AK-47 소총은 구소련군의 요청으로 생산성이 좋고, 신뢰성이 우수하며,조작이 간편한 소총 설계를 기본으로 Stg44와 같은 소총과 기관단총 모두를 대체하는 운용 개념과 기존 구소련의 시모노트 AVS36 소총에 쓰인 롱스트로크 가스피스톤 방식을 적용하여 개발하였다. 다만 AK-47은 당초 기관단총으로서 개발되었고, 기계화 보병에게 적합한 기관단총으로 만들어진 MP40의 영향을 받아 만들어진 것으로 StG 44와의 직접적인 연관성은 없다.
이후, AK-47 소총은 생산성 향상을 위해 AKM으로 개량되었으며, 베트남 전쟁 시 M16의 5.56mm 소총의 영향으로 개발된 5.45mm탄을 사용하는 AK74를 개발 생산하여 현재까지 러시아의 주력 제식소총으로 사용하고 있다.
구소련 시 AK-47은 구공산권 국가와 중동국가에 생산및 제작 기술이 넘겨져 중국, 북한, 이집트, 루마니아등에서 AK-47을 제작하여 자국의 제식소총으로 사용중이며, 이중 이집트와 이라크에서 생산된 AK-47은 테러리스트와 아프리카의 분쟁지역에서 사용되어 국제적 문제로 이슈가 되고 있다.
참고로 모델명은 Avtomat Kalashnikova-47의 약자이다.(47은 1947년에 개발했다는 뜻.)
M16 - 항공기정비사 출신의 '유진 M 스토너'가 개발한 무기.
페어차일드사의 항공기기술자였던 그는 총기를 설계해본 경험이 없었기 때문에 아무런 고정관념없이 총기를 설계하였고, 그렇게 탄생한 것이 AR-10.
미 국방성이 진행하고있던 '특수용 도보 병화기'계획으로 소구경화에 착수하여 5.56mm소구경고속탄을 사용하는 AR-15를 완성하였다. 허나 당시로서는 디자인이 너무 파격적이였기 때문에 보수적인 군장성들의 취향이 아닐뿐더러, 제조회사도 무명이다보니 실패로 끝난다. 결국 제조권을 '콜트'사에 팔게되었고, 제식명칭도 M-16으로 바뀌었다.
다만 공군 경비대에 소수이나마 팔려서 버드 스트라이크를 방지하기 위해 멀리있는 도요새같은 재빠른 새를 쏴버리는데나 사용했다고 한다. 사실 비둘기같은걸 쫓는데는 산탄총이 제격이기에 정말로 아주 소수만 채용되었다.
자동사격이 되는 M1 개런드라는 모토의 M14 소총이 가시거리가 짧은 정글에서 AK47같은 고성능 자동화기에게 상대가 될리가 없었다. 고전을 면치못하던 미군 사령부의 눈에 들어온것은 공군이 새 잡을때쓰던 M16 소총 이었고 이 뛰어난 소총이 미군의 제식화기가 되는것은 시간문제였다. 아직까지도 조금씩 개량을하며 연명하여 세계각지에 험악한 환경의 야지에 파병되어 쓰이고 있다.
모델명은 'Model-16'의 약어로 미국의 군용물 제식 명칭에 붙는 Model의 약자 M에서 유래하였다.

## 특성 비교

### 무게와 크기
무게는 조병창마다 세세한 차이가 있을뿐더러, AK-47은 동구권국가나 분쟁지역에서 무수히 많은 라이센스 카피, 비라이센스 카피가 난무했다. 그러한 이유로 정확한자료가 없다.
M16의 경우엔, 월남전의 전시상황중 스프링필드 조병창이나 레밍턴사에서도 제작하였으나, 콜트사에서 제공하는 설계도로 큰 오차는 없다.
길이는 AK-47의 경우엔 대략 87cm. m16은 99cm이다.

### 구경
- AK-47은 7.62 x 39 mm탄을, M16 소총은 5.56 × 45 mm NATO탄을 쓴다. 7.62와 5.56은 총열의 지름을 나타내고, 39와 45는 대략적인 탄피의 길이를 나타낸다. 7.62 x 39 mm탄은 탄알이 무거워 저지력 면에서는 5.56 × 45 mm NATO탄보다 우수하다. 하지만 유효 사거리 면에서는 5.56 × 45 mm NATO탄이 더욱 우수하다. 연사속도는 M16이 더 빠르다.

### 견고함
AK-47은 견고하기로 이름이 높다. “진흙탕에 처박아둔 AK-47은 물에 씻어 쓰면 되지만 진흙탕에 처박아둔 M16은 갖다 버려라”라는 말까지 있을 정도다.
M16 소총은 내부 공간이 좁고 빈공간이 거의 없는 내부구조로 인해서 먼지나 불순물에 의한 잼현상이 비교적 잘 일어나는 편이다.

### 사용자 편의성
총기의 분해와 조립, 청소면에서는 AK류가 편리하다. 조준역시 AK의경우 탄젠트( 오픈사이트 ) 방식을 사용하기 때문에 가늠쇠와 가늠자만 정렬하면 되므로 빠른조준이 가능하다. M16은 폐쇄형 가늠자방식을 사용하고있다. 조준방법에 대하여 간단하게 서술하자면,
가늠자에 가상의 +자를 대응시키고 그 가운데에 가늠쇠를 정렬하고 사격하면 된다. 느리지만 상당히 정밀하다는 장점이 있다.
나무와 철로 제작한 AK-47 보다 강화 플라스틱으로 제작된 (강철급의 강도를 자랑한다.) M16이 조금이나마 더 가볍기에 운반편리성이 좋다.
휴대시엔 캐링해들이 장착되어 있는 M16쪽이 편리하다.
물론 총이 무거워 보아야 얼마나 무겁다고 그깟 손잡이가 도움이 되겠나 싶지만, 야전에서 3kg이란 무게는 절대로 가벼운 무게가 아니다.

### 발사 모드
초기모델인 AK-47 안전, 자동. M16 안전, 단발, 자동. 이후 AK의 경우는 동일하지만, M16의 경우는 M16A2부터 탄 절약을 위해 자동이 삭제되고 3점사로 대체되었다. M16A3에서 다시 자동모드를 부활시켰지만, 총기자체가 M4A1이나 M16A4의 그늘에 가려져 부각되지는 않았다.

### 신뢰성

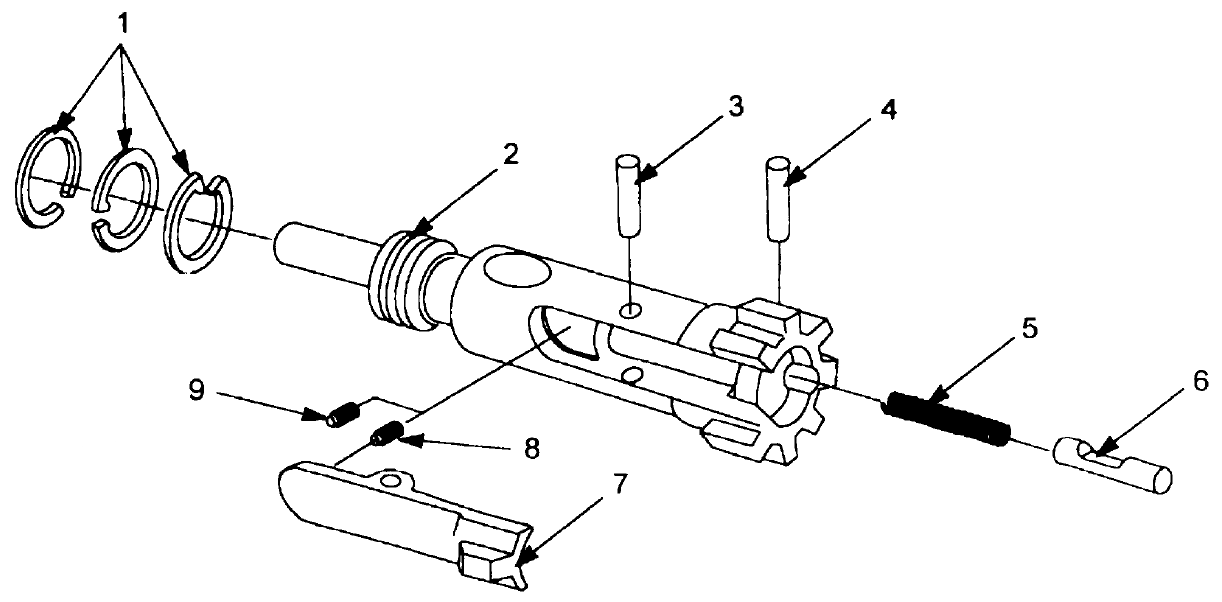
M16 소총 노리쇠 분해도. 4번이 차개 핀, 5번이 차개 용수철, 6번이 밀대형 차개, 7번은 갈퀴(extractor)이다.

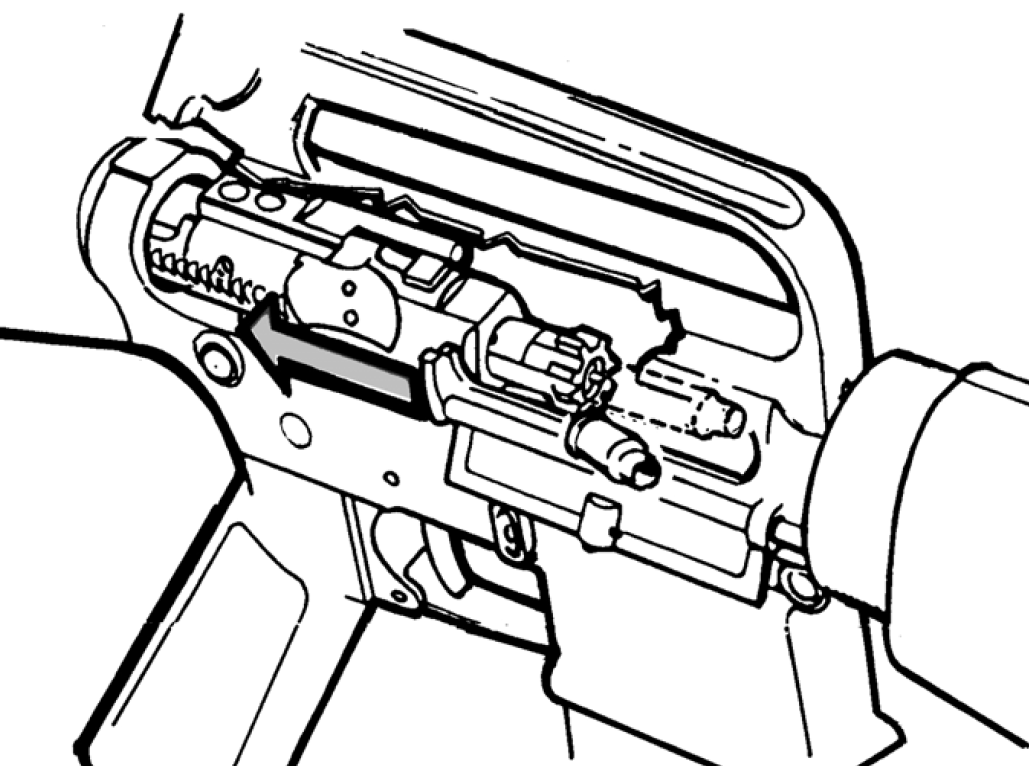
M16 소총 탄피 배출

AK-47은 높은 신뢰성으로 유명하다. 가스 피스톤 방식, 고정식 차개, 부품 사이에 넓은 틈 등의 특성들 덕분에 AK47이라면 작동 불량이 일어날 만한 상황에서도 문제없이 동작하는 경우가 많다.
M16 소총은 초기 도입 때부터 신뢰성과 관련되어 문제가 많았다. 연소 가스가 노리쇠 뭉치와 직접 접촉하는 가스직동식을 쓰기 때문에, 가스 그을음이 주요 작동 부위에 쌓여 주기적인 청소가 필요하고, 가스의 열로 인해 자동 사격시 쉽게 과열된다. 불순물이 많은 화약을 사용할 경우 문제는 심각해지는데, 이로 인해 베트남 전쟁 당시 많은 미군 병사들이 작동 불량으로 전투 중 사망하였다.
7개의 작은 폐쇄 돌기를 가지고 있는 M16 노리쇠는 2개의 큰 폐쇄 돌기를 가지고 있는 AK-47의 노리쇠에 비해 모래나 먼지에 민감하다. 용수철을 사용하는 밀대형 차개도 신뢰성을 떨어뜨리는 요인 중 하나이다. M16 노리쇠의 일부인 이 작은 차개에 불순물이 끼어 제대로 동작하지 않으면, 탄피 배출이 되지 않아 작동 불능 상태에 빠진다. 이는 전투시 쉽게 해결될 수 있는 문제가 아니다. 총을 분해하여 노리쇠를 꺼내야 할 뿐만 아니라, 차개와 차개 용수철 및 차개 핀은 매우 작아 잃어버리기 쉽기 때문이다.
이러한 신뢰성 문제로 말미암아 미군의 M16/M4를 대체하기 위해 개발된 XM8, HK416, FN SCAR 같은 많은 돌격소총 대부분은 가스 피스톤 방식을 사용하며 FN SCAR의 경우 AK-47과 유사한 노리쇠와 고정식 차개를 사용한다. K2 소총의 경우도 가스 피스톤 방식, 고정식 차개를 사용한다.

### 정확성
M16은 5.56x45mm탄을 사용하여 반동이 적지만, AK-47은 7.62x39mm탄을 사용하므로 반동이 살짝 조금 더 크기 때문에 M16계열의 소총이 일반적으로 좀 더 정확하다. 또한 AK-47이 사용하는 7.62x39mm탄 자체가 그다지 안정된 탄도를 구사할 수 없으며, 베트남전 당시 미국 CIA가 풀어놓은 저품질의 총탄과 발사하면 총이 폭발하는 탄환이 사보타지를 위해 시장에 마구 풀렸던게 2014년까지도 온갖 분쟁지역에 출연하는 만큼 안그래도 안좋은 명중률이 좋을리가 없다. 허나 당연히 소련제 정품 AK 소총들은 정규군이 쓰는 것이니만큼 군용으로 적합한 명중률을 낸다.

## 같이 보기
- AK-47, AK-74, AKM
- M16 소총, M4 카빈, HK416, FN SCAR